# Marie-Madeleine d'Houët
Marie-Madeleine Victoire d'Houët, née Marie-Madeleine-Victoire de Bengy le 21 septembre 1781 à Châteauroux et morte le lundi de Pâques 5 avril 1858 à Paris, est la fondatrice d'une congrégation religieuse, les Fidèles compagnes de Jésus (F.C.J.). Elle a été reconnue vénérable par l'Église catholique.

## Biographie
Victoire de Bengy naît à Châteauroux dans la province du Berry dans la noblesse locale: elle est la fille aînée de Sylvain Pierre Charles de Bengy, dit le Chevalier de Bengy, lieutenant au régiment de la Vieille - Marine en 1773, et Marie de Cougny de Presle. 
Son père, fervent catholique, est condamné à l'emprisonnement par le tribunal révolutionnaire. À cette époque, Victoire de Bengy vit dans une ferme à la campagne avec sa mère et ses frères et sœurs. Lorsque son père est libéré en 1800, la famille déménage à Issoudun. 
Pendant sa jeunesse, elle aime visiter les malades de l'hospice Saint-Roch avec une amie, Constance de Rochefort. C'est ainsi que naît peu à peu son désir de vivre une foi plus mûrie. 
Victoire de Bengy épouse le 21 août 1804 à la cathédrale de Bourges le vicomte Joseph de Bonnault d'Houët, chrétien convaincu comme elle, avec qui elle contracte un mariage heureux. Il passe une partie de son temps à rendre visite aux prisonniers de guerre espagnols malades ; mais il tombe lui-même malade de la fièvre typhoïde au cours de ses visites et meurt en juin 1805. La jeune vicomtesse donne naissance à un fils, Eugène de Bonnault, le 23 septembre 1805 dans l'hôtel particulier de ses beaux-parents, François-Joseph de Bonnault d'Houët et son épouse, mais elle tombe ensuite dans une période de dépression post-natale.
Une fois guérie, la jeune veuve se confie à son directeur de conscience et se sent appelée à une vie de prière plus profonde. Elle refuse de se remarier, ne se rend plus au théâtre qui était un de ses passe-temps favoris, et assiste à la messe quotidienne. Habitant son petit manoir de Parassy, plusieurs mois de l'année à la fin de la belle saison, elle est attentive aux besoins des familles de ses fermiers, porte assistance le reste du temps aux nécessiteux de Bourges et se joint à un groupe des Filles de la charité pour s'occuper des prisonniers de guerre espagnols. Elle tombe malade, mais guérit, contrairement à certaines religieuses. Tout cela ne l'empêche pas de remplir son devoir d'état, de s'occuper des fermages et de la fortune de son fils.
En 1814, l'évêque d'Amiens fait venir les Jésuites dans sa ville, alors que la Compagnie de Jésus se reforme à peine après des décennies d'interdiction. Ils ouvrent un collège dans l'ancienne abbaye de Saint-Acheul d'Amiens, où Mme d'Houët décide d'envoyer son fils et de s'installer en ville. 
C'est alors qu'elle s'approche des Jésuites et s'imprègne de leur spiritualité. Pendant les Cent-Jours de Napoléon, la fervente royaliste qu'elle est, cache chez elle pendant cinq mois un jésuite (ancien soldat royaliste) recherché par la police bonapartiste, le faisant passer pour un ami de son frère. Elle le choisit plus tard comme directeur de conscience. Après une année 1816-1817 éprouvante d'un point de vue spirituel, où elle se sent appelée; il lui conseille d'entrer chez les Dames du Sacré-Cœur, mais elle se sent appelée ailleurs. Elle prononce des vœux privés et prend désormais le nom de Marie-Madeleine, ses premiers noms de baptême.

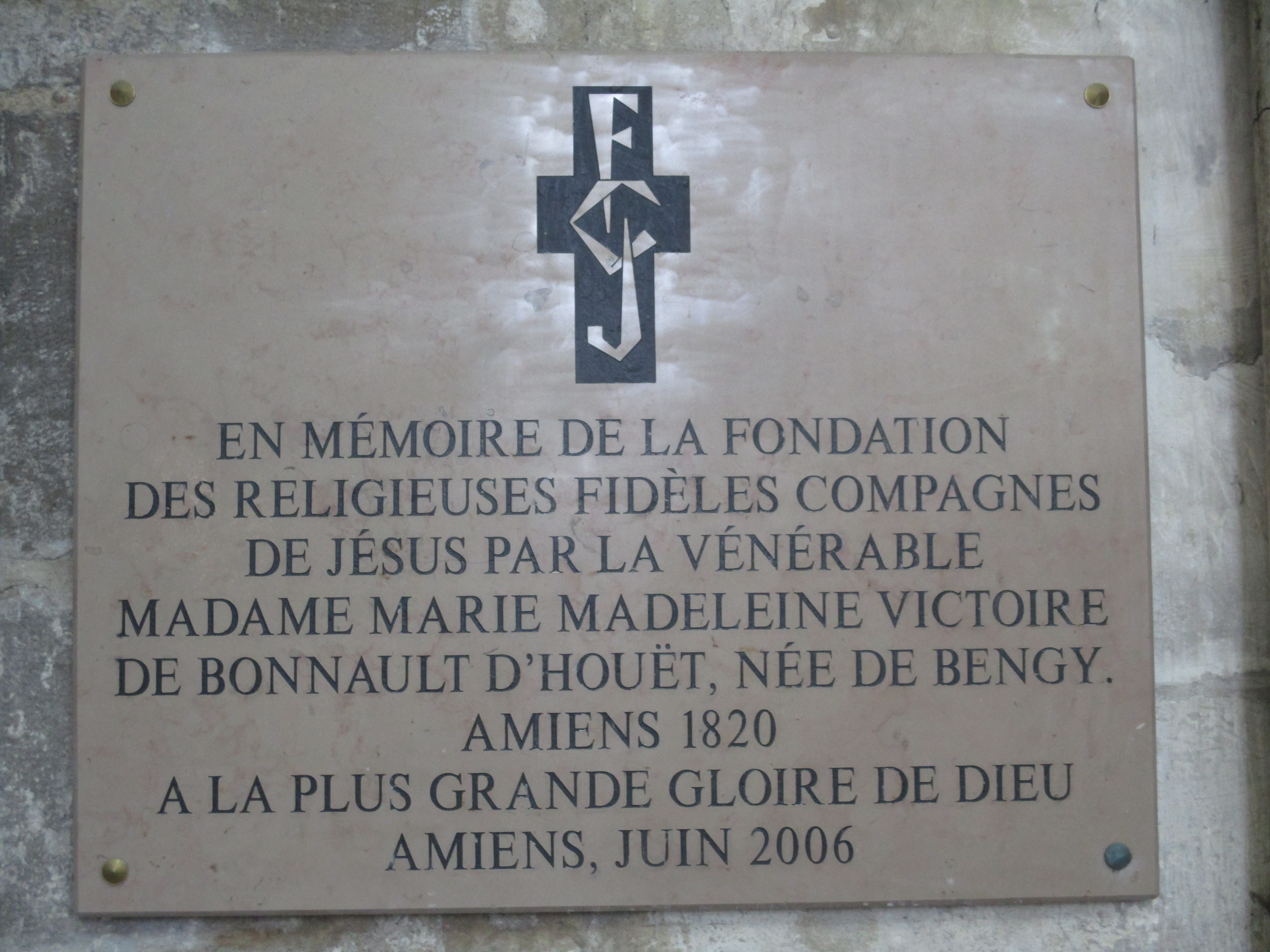
Plaque en l'honneur de la fondation des F.C.J. à la cathédrale d'Amiens.

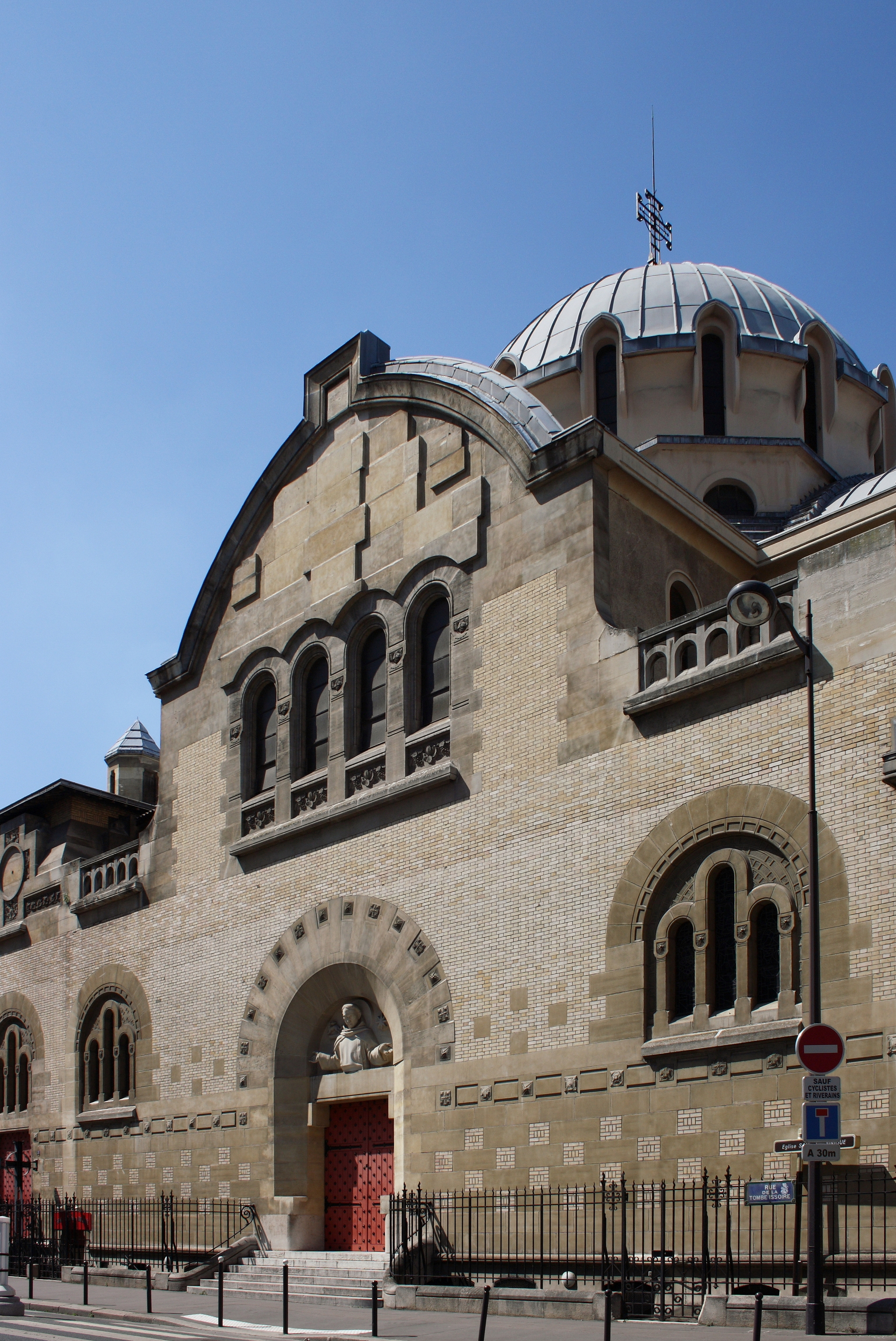
L'église Saint-Dominique de Paris, lieu du sanctuaire.

Elle forme donc à Amiens son premier groupe de jeunes femmes chargées de l'éducation des enfants de familles nécessiteuses et de jeunes ouvrières, dans un esprit ignatien.
Sa congrégation enseignante se dote d'une règle et se voit fonder véritablement en 1820. La congrégation est approuvée une première fois par Léon XII en 1826 et confirmée par Grégoire XVI en 1836. Marie-Madeleine d'Houët ouvre bientôt d'autres maisons (trente de son vivant), non seulement en France, mais aussi en Suisse, dans le Piémont, en Irlande et en Angleterre.
Elle meurt le lundi de Pâques 1858 à Paris, et est enterrée au cimetière de Gentilly, près de l'orphelinat qu'elle avait fondé et qui sera fermé par les autorités de la Troisième République en 1904. Elle est alors réinhumée à Birkenhead (district métropolitain de Wirral), auprès d'une maison de la congrégation. Puis en 1980, son corps est transféré à la maison généralice de Broadstairs, lorsque sa cause de béatification est ouverte. Le 22 septembre 2012, la dépouille de Marie-Madeleine d'Houët est solennellement inhumée en l'église Saint-Dominique de Paris en présence d'une cinquantaine de membres des Fidèles compagnes de Jésus et des descendants de la famille de Bengy ainsi que de celle de Bonnault d'Houët, près de la maison où elle est morte.
Tout au long du XIXe siècle et au début du XXe, la congrégation, qui a pris le nom de Fidèles compagnes de Jésus, ouvre des pensionnats, des orphelinats et des collèges de jeunes filles. Les maisons d'enseignement ouvertes aux jeunes filles de familles aisées financent alors les œuvres en faveur des fillettes et jeunes filles de familles modestes. 
Les religieuses sont expulsées de leurs établissements français par les lois de 1905 en France, ce qui les oblige à y fermer leurs maisons et à en ouvrir d'autres en Angleterre, en Australie, au Canada, etc. 
Après le concile Vatican II, les religieuses abandonnent leur costume religieux et réforment leurs constitutions, en développant désormais un charisme missionnaire beaucoup plus tourné vers les nécessiteux et les faibles de nos sociétés modernes, à partir de petites structures. Elles sont fidèles à leur engagement premier en faveur de la promotion de la femme et réaffirment leur volonté de soutenir des actions de justice sociale. Elles ont toutefois gardé quelques établissements d'enseignement dans le monde anglo-saxon et ont ouvert de petites communautés d'accompagnement en Indonésie, aux Philippines, en Bolivie, au Mexique, en Roumanie, et bientôt en Birmanie. Il ne subsiste plus que trois petites communautés en France: à Amiens, Nantes et Paris (où quelques sœurs gèrent un foyer d'étudiantes). Elles sont désormais un peu plus de deux cents religieuses dans le monde, réparties en trois provinces (Europe, Amérique et Asie) et forment maintenant une congrégation presque exclusivement anglophone et dont la langue de liaison est l'anglais.